# تشارلز بتروورث (ممثل)
تشارلز بتروورث (بالإنجليزية: Charles Butterworth)‏ مواليد 26 يوليو 1896 في ساوث بند، الولايات المتحدة - الوفاة 14 يونيو 1946 في لوس أنجلوس، هو ممثل أمريكي بدأ مسيرته الفنية سنة 1926. من أعماله هذا جيشي.

## روابط خارجية
- تشارلز بتروورث على موقع IMDb (الإنجليزية)
- تشارلز بتروورث على موقع ألو سيني (الفرنسية)
- تشارلز بتروورث على موقع أول موفي (الإنجليزية)
- تشارلز بتروورث على موقع قاعدة بيانات برودواي على الإنترنت (الإنجليزية)
- تشارلز بتروورث على موقع قاعدة بيانات الأفلام السويدية (السويدية)
- تشارلز بتروورث على موقع إن إن دي بي (الإنجليزية)
- تشارلز بتروورث على موقع ديسكوغز (الإنجليزية)
- تشارلز بتروورث على موقع قاعدة بيانات الفيلم (الإنجليزية)
- تشارلز بتروورث على موقع كينوبويسك (الروسية)